# Maggy Yerna

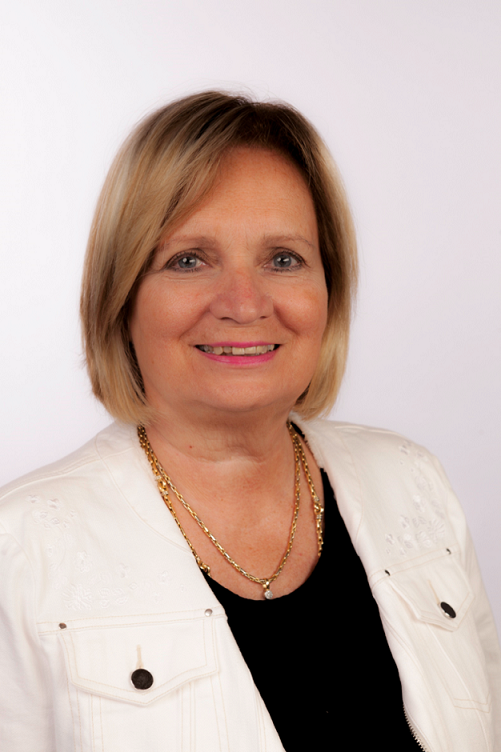
Maggy Yerna in 2018

Maggy Yerna (Luik, 8 oktober 1953) is een Belgisch socialistisch politica.

## Levensloop
Yerna is van opleiding licentiate in de sociologie aan de Universiteit Luik. In 1985 slaagde ze in het toelatingsexamen voor De Post en daarna werd ze postinspecteur, belast met de reorganisatie van de Luikse kantoren. 
Yerna was vanaf de jaren 1970 socialistisch militant. Ze begon haar politieke carrière als attaché bij verschillende ministers, waaronder toenmalig minister-president van het Waals Gewest Jean-Maurice Dehousse. In 1985 was ze voor de PS kandidaat bij de federale verkiezingen van dat jaar, maar ze werd niet verkozen.
In oktober 1988 werd Yerna verkozen tot gemeenteraadslid van Luik. Van april 1989 tot mei 1995 was ze er OCMW-voorzitter en in die hoedanigheid leidde ze een grondige herstructurering in goede banen. Na het ontslag van burgemeester Edouard Close was ze tevergeefs kandidaat om hem op te volgen. Daarna ondersteunde ze de kandidatuur van Jean-Maurice Dehousse, maar het was uiteindelijk Henri Schlitz die werd voorgedragen als de nieuwe burgemeester van de stad. In januari 1993 trad Yerna toe tot het bestuur van de PS-federatie van het arrondissement Luik.
Bij de eerste rechtstreekse Waalse verkiezingen van mei 1995 werd Yerna verkozen voor het arrondissement Luik. Ze nam vervolgens ontslag als OCMW-voorzitter om in het Waals Parlement en het Parlement van de Franse Gemeenschap te zetelen. In de eerste assemblee ging ze zetelen in de commissie Sociale Zaken en in de tweede assemblee zetelde ze in de commissie Cultuur en Media. In 1997 was Yerna kandidaat om Guy Spitaels op te volgen als voorzitter van het Waals Parlement, maar de functie ging uiteindelijk naar haar partijgenoot Yvon Biefnot. In juni 1999 kwam zij niet meer op bij de Waalse verkiezingen, maar bij de federale verkiezingen. Ze werd verkozen en zetelde vervolgens tot in februari 2001 in de Kamer van volksvertegenwoordigers.
Ze nam ontslag uit de Kamer nadat ze in januari 2001 toetrad tot het schepencollege van Luik, als schepen van Economische Ontwikkeling, Handel, Gemeentepersoneel, Tewerkstelling en Huisvesting. Ze oefende deze bevoegdheden uit tot in december 2012. Sinds 2012 is ze schepen van Economische Ontwikkeling, Huisvesting, Ruimtelijke Ordening. Tevens nam Yerna verschillende bestuursmandaten op: bij de Haven van Luik, van 2007 tot 2009 en sinds 2019 bij IGIL (de Luikse intercommunale voor vastgoedbeheer) en van 2006 tot 2009 bij distributienetbeheerder Intermosane. Daarnaast is ze sinds 2013 voorzitter van de raad van bestuur van de sociale huisvestingsmaatschappij La Maison liégeoise en voorzitter van de raad van bestuur van ISoSL, de Luikse intercommunale voor gespecialiseerde zorg. 
Bij de Waalse verkiezingen van juni 2009 was Yerna eerste opvolger in het arrondissement Luik. Omdat de verkozen Willy Demeyer verzaakte aan zijn mandaat, kon ze opnieuw zitting nemen in het Waals Parlement en het Parlement van de Franse Gemeenschap. Naar aanleiding van de goedkeuring van de gedeeltelijke decumul in het Waals Parlement, die vanaf de verkiezingen van 2014 zou ingaan, besloot ze in oktober 2013 vroegtijdig op te stappen als parlementslid ten voordele van Christie Morreale.